# 曲村—天马遗址
曲村—天马遗址是一处公元前1000年至前800年间的西周晋国早期的国都和国君墓葬遗址。遗址位于山西省曲沃、翼城两县交界处，包括天马、曲村、北赵、毛张四个自然村，面积10.64平方公里。历年考古发掘共发现19座晋侯及夫人墓葬，4座陪葬墓，数十座祭祀坑，5座车马坑及大量青铜器、玉器等随葬品。原址建有晋国博物馆。